# Erythrocalla
Erythrocalla is een kevergeslacht uit de familie van de boktorren (Cerambycidae). De wetenschappelijke naam van het geslacht werd voor het eerst geldig gepubliceerd in 1928 door Aurivillius.

## Soorten
Erythrocalla is monotypisch en omvat slechts de volgende soort:
- Erythrocalla patrizii Aurivillius, 1928